# Lawton Chiles
Lawton Mainor Chiles, junior (ur. 3 kwietnia 1930 w Lakeland, zm. 12 grudnia 1998 w Tallahassee) – amerykański polityk, działacz Partii Demokratycznej.

## Życiorys
W czasie studiów wstąpił do armii i służył jako oficer artylerii w czasie wojny w Korei.
W 1958 został wybrany do stanowej Izby Reprezentantów, a w 1966 do stanowego senatu.
W 1970 kandydował do senatu federalnego. W ramach kampanii pokonał 1003 mile na Florydzie (stąd jego przydomek Walkin' Lawton). Jego wysiłki zostały uwieńczone powodzeniem i w styczniu 1971 został zaprzysiężony na senatora. W izbie wyższej amerykańskiego Kongresu zasiadał do 1989.
W 1990 pokonał urzędującego republikańskiego gubernatora, Roberta Martineza. Urząd gubernatora pełnił do swej śmierci w 1998.
Chiles zapoczątkował wiele programów społecznych, m.in. w dziedzinie przeciwdziałania nałogom wśród młodzieży. W 1994 zwyciężył w wyborach na drugą kadencję, pokonując byłego stanowego sekretarza handlu, Jeba Busha.
Chiles był popularnym gubernatorem, miał na swoim koncie niewątpliwe osiągnięcia. Był jednak ostro krytykowany m.in. przez Amnesty International za stosunek do kary śmierci. Za jego rządów na Florydzie 17 osób (w tym jedna kobieta) zostało straconych na krześle elektrycznym, na którego zniesienie i zastąpienie uważaną za bardziej humanitarną metodą zaaplikowania zastrzyku trucizny Chiles się nie zgodził, ani razu też nie skorzystał z prawa łaski.
W 1998, nie mogąc ubiegać się o trzecią kadencję, poparł kandydaturę swego wicegubernatora Buddy’ego MacKaya, który przegrał z Jebem Bushem.
Na trzy tygodnie przed odejściem z urzędu Chiles zmarł niespodziewanie na atak serca; do planowanej inauguracji obowiązki gubernatora pełnił McKay.
Dziś wiele obiektów na Florydzie, w tym szkół, nosi imię Chilesa.